# Atletismo nos Jogos Pan-Americanos de 2019 - 50 km marcha atlética masculina
A competição da marcha atlética 50 km masculina foi um dos eventos do atletismo nos Jogos Pan-Americanos de 2019, em Lima, no Peru. A prova foi realizada no dia 11 de agosto.

## Calendário
Horário local (UTC-5).
| Data         | Horário | Fase  |
| ------------ | ------- | ----- |
| 11 de agosto | 7:00    | Final |

## Medalhistas
| Ouro   | ECU Claudio Villanueva |
| Prata  | MEX Horacio Nava       |
| Bronze | COL Diego Pinzón       |

## Recordes
Recordes mundial e pan-americano antes da disputa dos Jogos Pan-Americanos de 2019.
| Tipo                             | Atleta            | Tempo   | Local         | Data                 |
| -------------------------------- | ----------------- | ------- | ------------- | -------------------- |
|                                  | Yohann Diniz      | 3:32:33 | Zurique       | 15 de agosto de 2014 |
| Recorde dos Jogos Pan-Americanos | Carlos Mercenario | 3:47:55 | Mar del Plata | 24 de março de 1995  |

## Resultado final
Os resultados foram os seguintes:  
| Posição           | Atleta             | Nacionalidade      | Tempo   | Notas                |
| ----------------- | ------------------ | ------------------ | ------- | -------------------- |
| Medalha de ouro   | Claudio Villanueva | ECU Equador        | 3:50:01 | Recorde da temporada |
| Medalha de prata  | Horacio Nava       | MEX México         | 3:51:45 | Recorde da temporada |
| Medalha de bronze | Diego Pinzón       | COL Colômbia       | 3:53:49 | Recorde pessoal      |
| 4                 | Caio Bonfim        | BRA Brasil         | 3:57:54 |                      |
| 5                 | Matthew Forgues    | USA Estados Unidos | 4:19:28 |                      |
| 6                 | Erick Barrondo     | GUA Guatemala      | DNF     |                      |
| 6                 | Luis Henry Campos  | PER Peru           | DNF     |                      |
| 6                 | Mathieu Bilodeau   | CAN Canadá         | DNF     |                      |
| 6                 | Nicholas Christie  | USA Estados Unidos | DNF     |                      |
| 10                | Bernardo Barrondo  | GUA Guatemala      | DSQ     |                      |
| 10                | Andrés Chocho      | ECU Equador        | DSQ     |                      |
| 10                | Isaac Palma        | MEX México         | DSQ     |                      |
| 10                | Ronald Quispe      | BOL Bolívia        | DSQ     |                      |
| 10                | Jorge Armando Ruiz | COL Colômbia       | DSQ     |                      |

Legenda
| Recorde mundial                  | Recorde mundial (World record)               |                       | Recorde africano                      | Recorde africano (African) |                                           | Q | Classificado por posição (Qualified) |
| Recorde dos Jogos Pan-Americanos | Recorde pan-americano (Pan-American record)  | Recorde da América    | Recorde da América (Americas)         | q                          | Classificado por melhor tempo (Qualified) |   |                                      |
| Melhor marca do ano              | Melhor marca do ano (World leading)          | Recorde asiático      | Recorde asiático (Asian)              | DNS                        | Não largou (Did not start)                |   |                                      |
| Recorde nacional                 | Recorde nacional (National record)           | Recorde europeu       | Recorde europeu (European)            | DNF                        | Não terminou (Did not finish)             |   |                                      |
| Recorde pessoal                  | Recorde pessoal do atleta (Personal best)    | Recorde da Oceania    | Recorde da Oceania (Oceania)          | DSQ / DQ                   | Desclassificado (Disqualified)            |   |                                      |
| Recorde da temporada             | Recorde da temporada do atleta (Season best) | Recorde sul-americano | Recorde sul-americano (South America) | NM                         | Sem marca (No mark)                       |   |                                      |